# HQ-9
Хунци-9 или HQ-9 (кит. упр. 红旗九号, пиньинь hóng qí jiǔ hào, палл. хунци цзю хао, буквально: «Красное знамя-9», экспортное обозначение — FD-2000) — китайский зенитно-ракетный комплекс дальнего действия. Предназначен для поражения самолётов, крылатых ракет и вертолётов. Первый китайский ЗРК, способный перехватывать баллистические ракеты. Зенитно-ракетный комплекс разработан на основе С-300.

## Состав системы
- Зенитные управляемые ракеты
- Пусковые установки
- Радиолокатор подсвета и наведения HT-233
- РЛС для обнаружения низколетящих целей Тип-120
- Средства технической эксплуатации

## Ракета
- Максимальная дальность: 200 км
- Высота перехвата: 500-30000 м
- Дальность перехвата БР: 30 км
- Время развёртывания: 6 мин.
- Время реакции: 10 с
- Масса ракеты: 1300 кг
- Масса БЧ: 180 кг
- Время полёта на 200 км: 2 мин.
- Количество ракет на ПУ: 4

## РЛС HT-233
- АФАР 4000 ППМ X диапазона
- Помехозащищённость: РЛС работает в режиме ППРЧ (LPI) с цифровой обработкой данных
- Количество сопровождаемых целей: 100
- Наведение 6 ракет
- Углы обзора:
  - 0-65° по углу места
  - 360° по азимуту
- Дальность обнаружения: 120 км

## РЛС Тип-120
Предназначена для обнаружения низковысотных целей
- ФАР 16 ППМ L-диапазона

## На вооружении
- Китай
- Узбекистан[2]
- Туркменистан[2]
- Алжир[источник не указан 2415 дней]
- Марокко[источник не указан 2415 дней]
- Египет
- Иран (ожидается поставка) [3]